# ドワイト・トーマス
ドワイト・トーマス（Dwight Thomas, 1980年9月23日 - ）は、ジャマイカのキングストン出身の陸上選手。専門は100m だったが、近年は110mハードルに移行している。北京オリンピックの4×100mリレーで金メダルを獲得した。身長は185cmで、体重は82kg。

## 経歴
1998年の世界ジュニア陸上選手権で銅メダルを獲得、2000年のシドニーオリンピック、2004年のアテネオリンピックに出場、2005年世界陸上選手権では5位、同年に行われた第3回IAAFワールドアスレチックファイナルでは銅メダルを獲得した。2007年世界陸上選手権の400mリレーでも銀メダルを獲得している。
2008年の北京オリンピックの4×100mリレーの予選にマイケル・フレイター、ネスタ・カーター、アサファ・パウエルと共に出場し、予選でカナダ、ドイツ、中国を抑えてその組トップ、16ヶ国中2位のタイムで決勝進出を決めたが決勝にはウサイン・ボルトが出場することになり、彼はメンバーから外れた。決勝ではジャマイカは37秒10の世界新記録を出して金メダルを獲得した。予選の走者であったため彼も金メダルを受け取った。
2009年の世界陸上選手権では110mハードルに出場。決勝進出を果たし、結果は7位であった。
2009年8月28日、110mハードルで13秒16のジャマイカ新記録を樹立した。
2011年6月9日、ダイヤモンドリーグ・ビスレットゲームズの110mハードルで13秒15をマークし、自身のジャマイカ記録を0秒01更新した。

## 自己記録
| 種目   | タイム | 年月日        | 開催地                       |
| ------ | ------ | ------------- | ---------------------------- |
| 100 m  | 10秒00 | 2005年8月23日 | リンツ, オーストリア         |
| 200 m  | 20秒32 | 2007年6月10日 | ブィドゴシュチュ, ポーランド |
| 110 mH | 13秒15 | 2011年6月9日  | オスロ, ノルウェー           |